# Copa das Nações do Oeste Africano de 2013
A Copa das Nações do Oeste Africano de 2013 (conhecido também como Go!TV WAFU Cup por razões de patrocínio) foi a terceira edição desta competição internacional de futebol. Foi realizada em Gana. A competição é organizada pela União das Federações Oeste Africanas (UFOA). Ele foi originalmente programada para ocorrer entre 24 de outubro e 3 de novembro, no entanto, foi adiada e começou em 21 de novembro. Todos os jogos foram disputados em Kumasi e os estádio foram o Estádio Baba Yara e o Paa Joe Park.

## Países participantes
| - Benim - Burquina Fasso - Gana (país sede) - Libéria | - Nigéria - Senegal - Serra Leoa - Togo |

## Primeira fase
|  | Equipes classificadas para a final               |
|  | Equipes classificadas para a disputa do 3º lugar |
|  | Equipes eliminadas na primeira fase              |

### Grupo A
| Pos. | Seleção        | Pts | J | V | E | D | GP | GC | SG |
| ---- | -------------- | --- | - | - | - | - | -- | -- | -- |
| 1    | Gana           | 6   | 3 | 2 | 0 | 1 | 6  | 3  | +3 |
| 2    | Benim          | 5   | 3 | 1 | 2 | 0 | 5  | 4  | +1 |
| 3    | Burquina Fasso | 4   | 3 | 1 | 1 | 1 | 4  | 4  | 0  |
| 4    | Serra Leoa     | 1   | 3 | 0 | 1 | 2 | 3  | 7  | -4 |

### Grupo B
| Pos. | Seleção | Pts | J | V | E | D | GP | GC | SG |
| ---- | ------- | --- | - | - | - | - | -- | -- | -- |
| 1    | Senegal | 9   | 3 | 3 | 0 | 0 | 7  | 1  | +6 |
| 2    | Togo    | 6   | 3 | 2 | 0 | 1 | 8  | 4  | +4 |
| 3    | Níger   | 1   | 3 | 0 | 1 | 2 | 2  | 6  | -4 |
| 4    | Libéria | 1   | 3 | 0 | 1 | 2 | 1  | 7  | -6 |

## Fase final

### Disputa do 3º lugar
| 28 de novembro | Benim        | 1 – 2 | Togo                              |                          |
| 14:30          | Jodel Dossou |       | Nouwoklo Kossivi · Saibou Badarou | Árbitro: NIG Joshua Amao |

### Final
| 28 de novembro | Gana                              | 3 – 1 | Senegal     |                          |
| 16:30          | Kwabena Edusei , · Latif Mohammed |       | Roger Gomis | Árbitro: LIB Jerry Yekeh |

## Premiação
| Copa das Nações do Oeste Africano de 2013 |
| Gana                                      |
| ----------------------------------------- |
| GANA Campeão (1º título)                  |